# Noël Saunier
Noël Saunier, född 1847, död 1890, var en fransk målare, bror till Charles Saunier.
Saunier utförde historiska ämnen och bondelivsbilder.